# Микроэлектромеханические системы

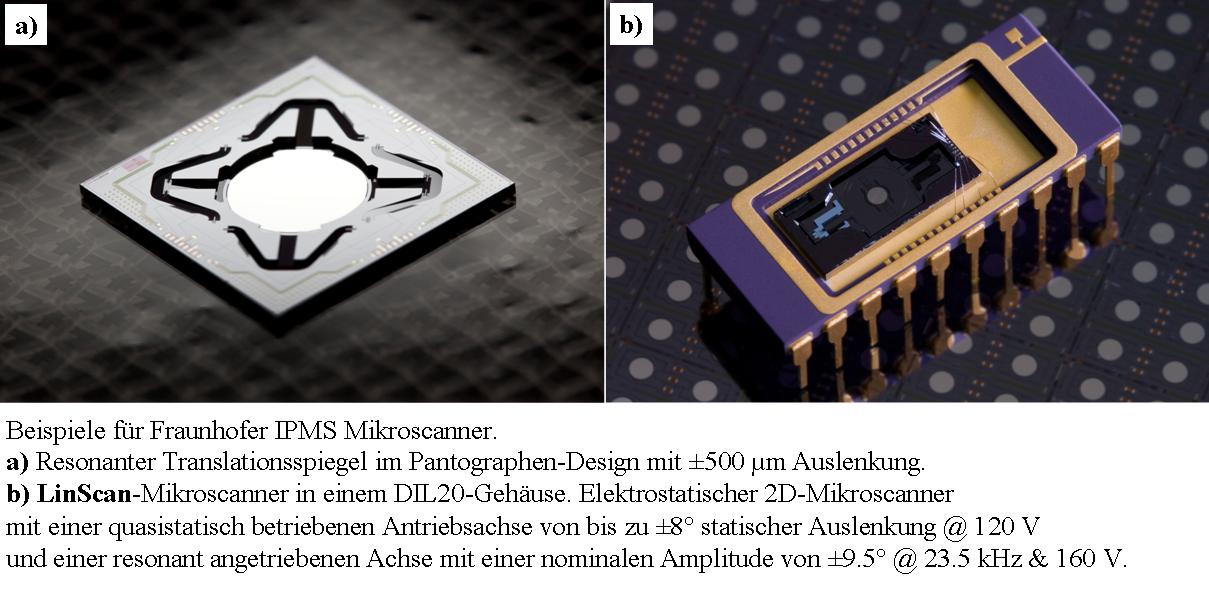
МЭМС-сканер. На кристалле реализован привод зеркала и само зеркало.

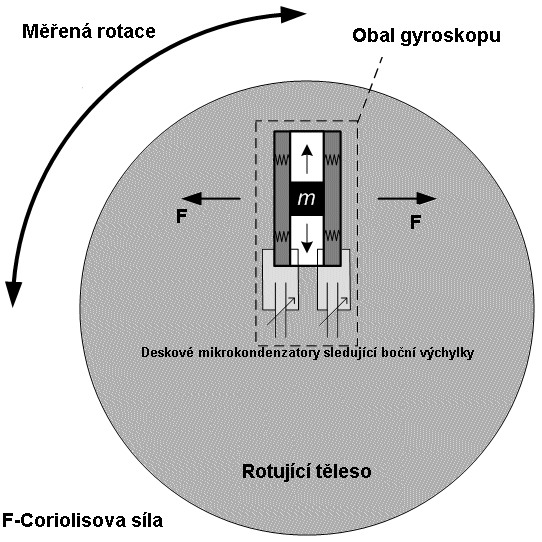
Вариант схемы инерциального датчика

Микроэлектромеханические системы (МЭМС) — устройства, объединяющие в себе взаимосвязанные механические и электрические компоненты микрометрических размеров. Микроэлектромеханические системы состоят из механических элементов, датчиков, электроники, приводов и устройств микроэлектроники, расположенных на общей кремниевой подложке.
Механическим компонентом может быть миниатюрное зеркальце — элемент системы сканирования (например, для технологии DLP), инерциальный датчик, способный определить характерные движения, которые пользователь проделывает со своим устройством и другие виды устройств.
МЭМС-устройства обычно изготавливают на кремниевой подложке с помощью технологии микрообработки, аналогично технологии изготовления однокристальных интегральных микросхем. Типичные размеры микромеханических элементов лежат в диапазоне от 1 микрометра до 100 микрометров, тогда как размеры кристалла МЭМС-микросхемы имеют размеры от 20 микрометров до одного миллиметра.

## Применение
В настоящее время МЭМС-технологии уже применяются для изготовления различных микросхем. Так, МЭМС-осцилляторы в некоторых применениях заменяют кварцевые генераторы. МЭМС-технологии применяются для создания разнообразных миниатюрных актуаторов и датчиков, таких как акселерометры, датчики угловых скоростей, гироскопы, магнитометрические датчики, барометрические датчики, анализаторы среды (например, для оперативного анализа крови), радиоприёмные измерительные преобразователи. Также, существуют оптические МЭМС, такие как матрицы DLP-проекторов, на данный момент достаточно распространённая технология. МЭМС-гироскопы же часто применяются в смартфонах, очках виртуальной реальности, а также в миниатюрных беспилотных летательных аппаратах, такие как FPV-квадрокоптеры.

## Материалы для производства МЭМС
МЭМС-технология может быть реализована с использованием целого ряда различных материалов и технологий производства, выбор которых будет зависеть от создаваемого устройства и рыночного сектора, в котором он должен работать.

### Кремний
Кремний является материалом, используемым для создания большинства интегральных схем, используемых в потребительской электроникe в современном мире. Распространённость, доступность дешёвых высококачественных материалов и способность к применению в электронных схемах делает кремний привлекательным для применения его при изготовлении МЭМС.
Кремний также имеет значительные преимущества перед другими материалами благодаря своим физическим свойствам. Монокристалл кремния почти идеально подчиняется  закону Гука. Это означает, что при деформации он не подвержен гистерезису и, следовательно, энергия деформации практически не рассеивается.
Также кремний очень надежен при сверхчастых движениях, так как он обладает очень малой усталостью и может работать в диапазоне от миллиардов до триллионов циклов без разрушения.
Основные методы получения всех МЭМС-устройств на основе кремния: осаждение слоев материала, структурирование этих слоев с помощью фотолитографии и травления для создания требуемой формы.
Особенностью MEMS-устройств из кремния является хрупкость, и как предупреждают производители, устройства нельзя мыть в ультразвуковой ванне. Это приводит к запредельным деформациям и разрушению элементов при резонансе.

### Полимеры
Несмотря на то, что электронная промышленность обеспечивает широкомасштабный спрос на продукцию кремниевой промышленности, кристаллический кремний по-прежнему является сложным и сравнительно дорогим материалом для производства. Полимеры, с другой стороны, можно производить в больших объёмах, с большим разнообразием характеристик материала. МЭМС-устройства могут быть сделаны из полимеров с помощью таких процессов, как литьевое формование, штамповка или стереолитография; они особенно хорошо подходят для применения при изготовлении микрофлюидных устройств, таких, как одноразовые картриджи анализа крови. 

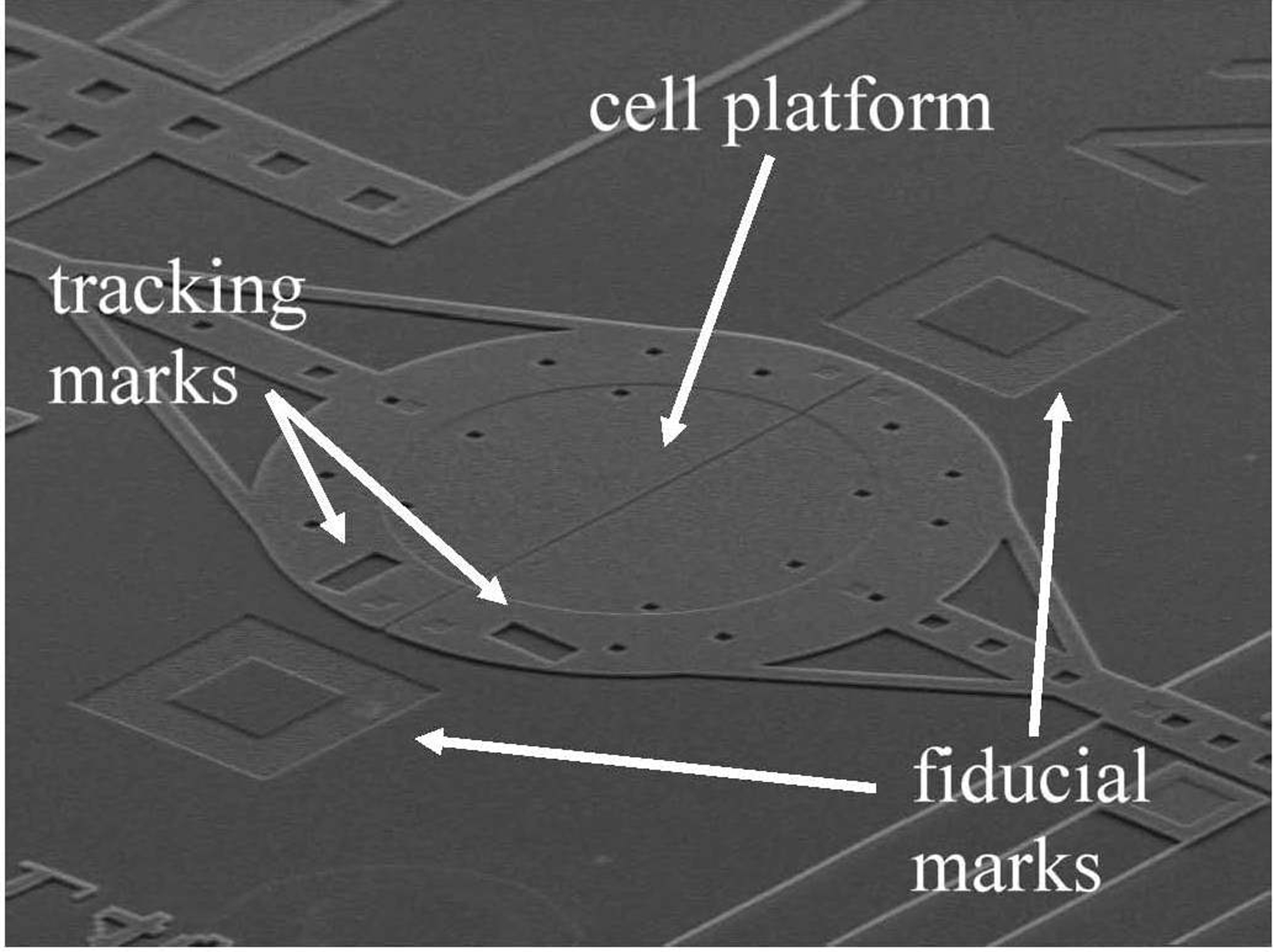

## Примеры устройств

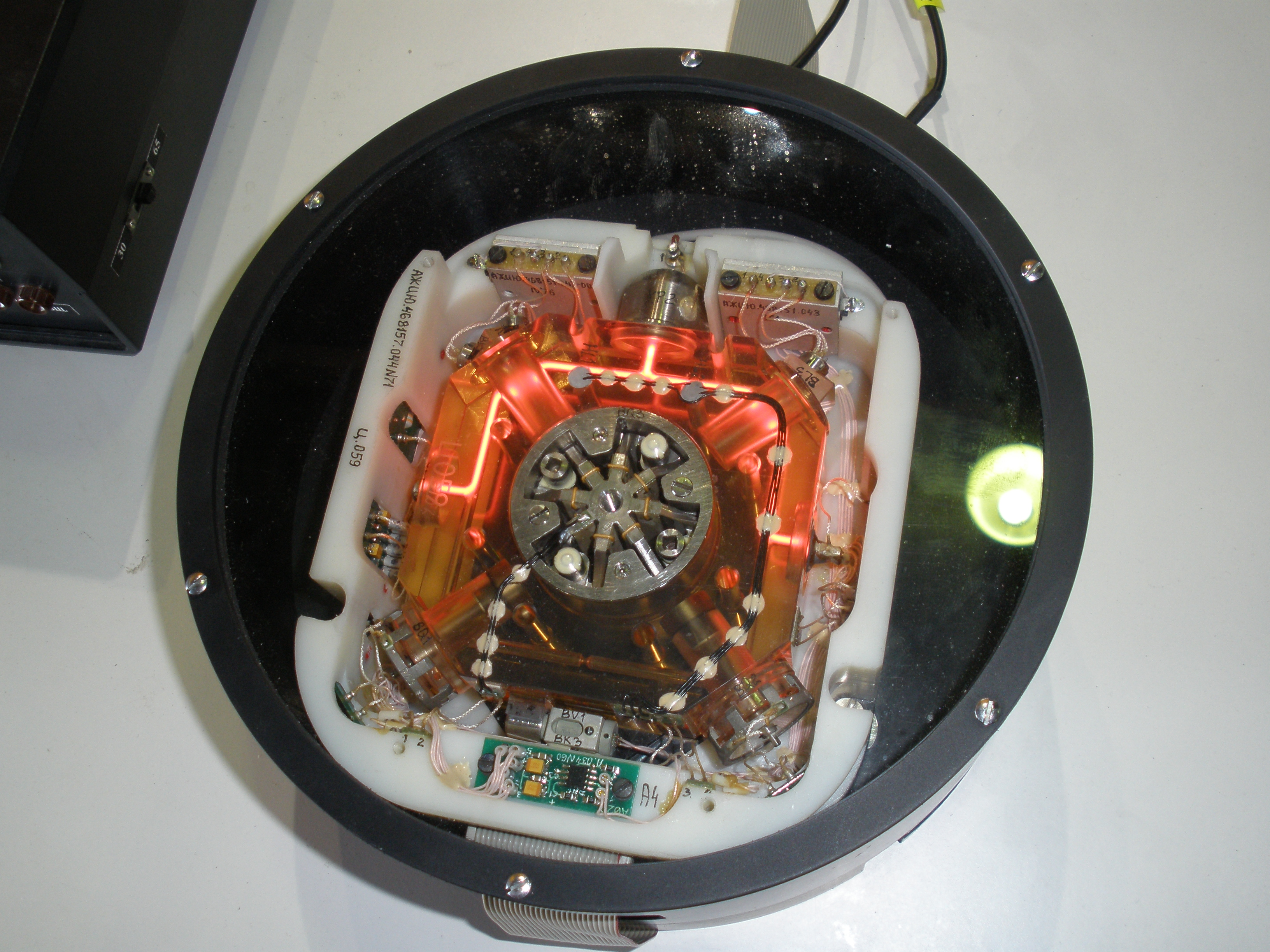

Гироскоп — это устройство, которые способно реагировать на изменение углов ориентации объекта, относительно инерциальной системы отсчета и определять его положение в пространстве. Чувствительным элементом интегрального гироскопа являются две подвижные массы (грузики), которые находятся в непрерывном движении на упругом подвесе в противоположенных направлениях. Источником колебаний подвижной массы является гребенчатые электростатические двигатели. Подвижная масса, вместе с электродами, расположенная на подложке, образуют конденсаторы, входящие в состав дифференциальной схемы, вырабатывающей сигнал, пропорциональный разности емкостей конденсатора.
Линейное ускорение одинаково воздействует на обе подвижные массы и подложку, поэтому сигнал на выходе дифференциальной схемы не появляется. Как только произойдет изменение угловой скорости относительно оси вращения, то на подвижные массы начинает действовать сила Кориолиса, отклоняя подвижные массы в противоположных направлениях. Соответственно, емкость одного конденсатора увеличивается, а другого уменьшается, что порождает разностный сигнал, пропорциональный величине углового ускорения. Таким образом, осуществляется преобразование угловой скорости гироскопа в электрический параметр, величина которого детектируется специальным датчиком.

Емкостные поверхностные датчики ускорения (акселерометры) ― детектируют ускорение в плоскости, параллельной поверхности кристаллов микросхем, на которых они установлены. Принцип действия емкостных датчиков ускорения основан на изменении емкости микроконденсатора, одна из обкладок которого подвижна. Подвижные обкладки конденсаторной системы упруго подвешены на фиксаторах, и при наличии ускорения вдоль оси чувствительности (показана стрелками) емкости элементарных ячеек изменяются. Величина и знак изменений регистрируются электронной схемой, интегрированной на одном кристалле с датчиком. Выходное напряжение микросхемы пропорционально ускорению, а его знак зависит от направления ускорения. В неподвижном горизонтальном состоянии или движении с постоянной скоростью выходное напряжение составляет 1.8 В, при полном ускорении ±50 g выходное напряжение достигает значений 1.8 ± 0.95 В.

## Типы МЭМС
Существует две формы технологии коммутации МЭМС: омическая и емкостная.
1. Омические МЭМС-переключатели разработаны с использованием электростатических кантилеверов. Поскольку кантилеверы деформируются с течением времени, эти переключатели могут выйти из строя из-за износа контактов или усталости металла.
2. Емкостные переключатели управляются подвижной пластиной или чувствительным элементом, который изменяет емкость. Используя свои резонансные характеристики, они могут быть настроены так, чтобы превзойти омические устройства в определенных частотных диапазонах.